# Ghuwaifat
Koordinaten: 24° 8′ N, 51° 37′ O
al-Ghuwaifat (arabisch الغويفات, DMG al-Ġuwaifāt) ist eine kleine Ortschaft im äußersten Westen des Emirates Abu Dhabi. Der Ort bildet einen Grenzübergang zu Saudi-Arabien auf der Transitstraße nach Katar.
Ghuwaifat gehört zum Stadtgebiet von Sila, das im Westen bis zur Grenze mit Saudi-Arabien reicht.
Eine Röntgeneinrichtung, die einen kompletten LKW auf einmal durchleuchtet, wurde vor einigen Jahren dort installiert. Abu Dhabi Airport Duty Free hat 2004 ebenfalls einen kleinen Laden eröffnet. 2007 passierten 2.900.000 Menschen bei Ghuwaifat die Grenze.